# Ford Focus
Ford Focus är en personbilsmodell från Ford som introducerades 1998 (2002 i Australien).
Ford Focus ersatte Ford Escort som Fords modell i Golfklassen. Focus finns i flera utföranden: Fyrdörrars sedan, femdörrars halvkombi, kombi, tredörrars kupé, cabriolet. Bilmodellen tillverkas eller monteras i Fordfabrikerna i Taiwan, Ryssland, Mexiko, Argentina, Tyskland, Spanien och USA, och modellen säljs över hela världen.
Bilen finns med bensin- och dieselmotorer, i vissa länder, bland annat i Sverige, levereras den även som miljöbil FFV (Flexi Fuel Vehicle), vilket innebär att den kan köras på bensin eller etanol. Den finns även eldriven. 2005 kom en ny generation (II) som till stora delar liknar generation 1, men baseras på ny bottenplatta, gemensam med Ford Focus C-Max, Volvo V50, Volvo C70, Volvo S40 och Mazda. Denna genomgick en ansiktslyftning inför modellåret 2008. Generation III lanserades 2010 som årsmodell 2011.
Ford Focus valdes till Årets bil 1999.
Värt att notera är att den nordamerikanska marknaden fram till 2010 hade en helt annan bil från Ford som såldes under namnet Focus. 2010 ändrade Ford policy och har nu gemensamma modeller för hela världen, det är numera den "europeiska" Ford Focus som säljs under modellnamnet i USA.

## Första generationen (1998-2005)
Ford presenterade år 1998 en ny modell med namn Focus som årsmodell 1999. Den nya modellen var avsedd att ersätta Ford Escort. Focus i första generationen valdes till Årets bil 1999. Hösten 2001 gjordes en ansiktslyftning inför årsmodell 2002.

## Andra generationen (2004-2011)
Andra generationen av Focus presenterades vid Paris Motor Show 23 september 2004. Focus RS presenterades 2009 med en 2,5-liters motor, en modifierad version av samma motor som i ST-modellen.

## Tredje generationen (2011-nuvarande)
Ford presenterade tredje generationen Ford vid North American International Auto Show i USA år 2010. 

## Prestandamodeller

### ST - Sports Technology
Ford Focus generation I med 170 hästars motor och sportdetaljer kallas ST170 och kom 2002, med generation II av Focusen tog man fram en ny ST-modell (ST står för Sports Technology) med sportigare utseende och använde sig av en 2,5-liters turbomotor från Volvo som ger 225 hästkrafter. Under 2008 kom ytterligare en ansiktslyftning av ST-modellen som tog in Fords nya designspråk "kinetic".
Det finns åtminstone tre specialvarianter av andra generationens ST: ST WRC som är byggd för att likna rallybilen man vann märkes-VM med 2007, ST Black Edition som är svart med oranga detaljer och ST500 som byggdes i 500 exemplar och är svart med silverdetaljer.
Med tredje generationens ST som kom 2012 gick Ford tillbaka till en egen motor, en 2,0-liters EcoBoost-motor med turbo som ger 250 hästar. Precis som första generationens ST finns modellen numera också som kombi.

### RS - Rallye Sport
Förutom ST-modellerna bygger Ford även små upplagor av Focusen i RS-utgåva (RS står för Rallye Sport). Ford Focus RS är en närmast kompromisslös prestandamaskin där bilens detaljer tagits direkt från WRC-bilen. Större turbo, bromsar, styvare chassi och en bredare hjulbas har varit receptet hittills. Den första Focus RS-modellen kom 2003 och hade en 2-liters Duratec-motor med turbo som gav 215 hk.
2009 års nya Ford Focus RS har samma motor som ST generation II, dvs. Volvos T5:a på 2,5 liter, men har nya kamaxlar, omarbetat insug och topplock samt större turbo som ger 305 hk.
Alla Ford Focus är framhjulsdrivna, även prestandamodellerna ST och RS. Jämfört med ST-modellerna har RS aggressivare formspråk.
Ford Focus har prisats för sin väghållning sedan den kom och prestandamodellerna har byggt vidare på det.
Prestandabilarna designas av Fords interna prestandateam som kallas Team RS.

## Galleri

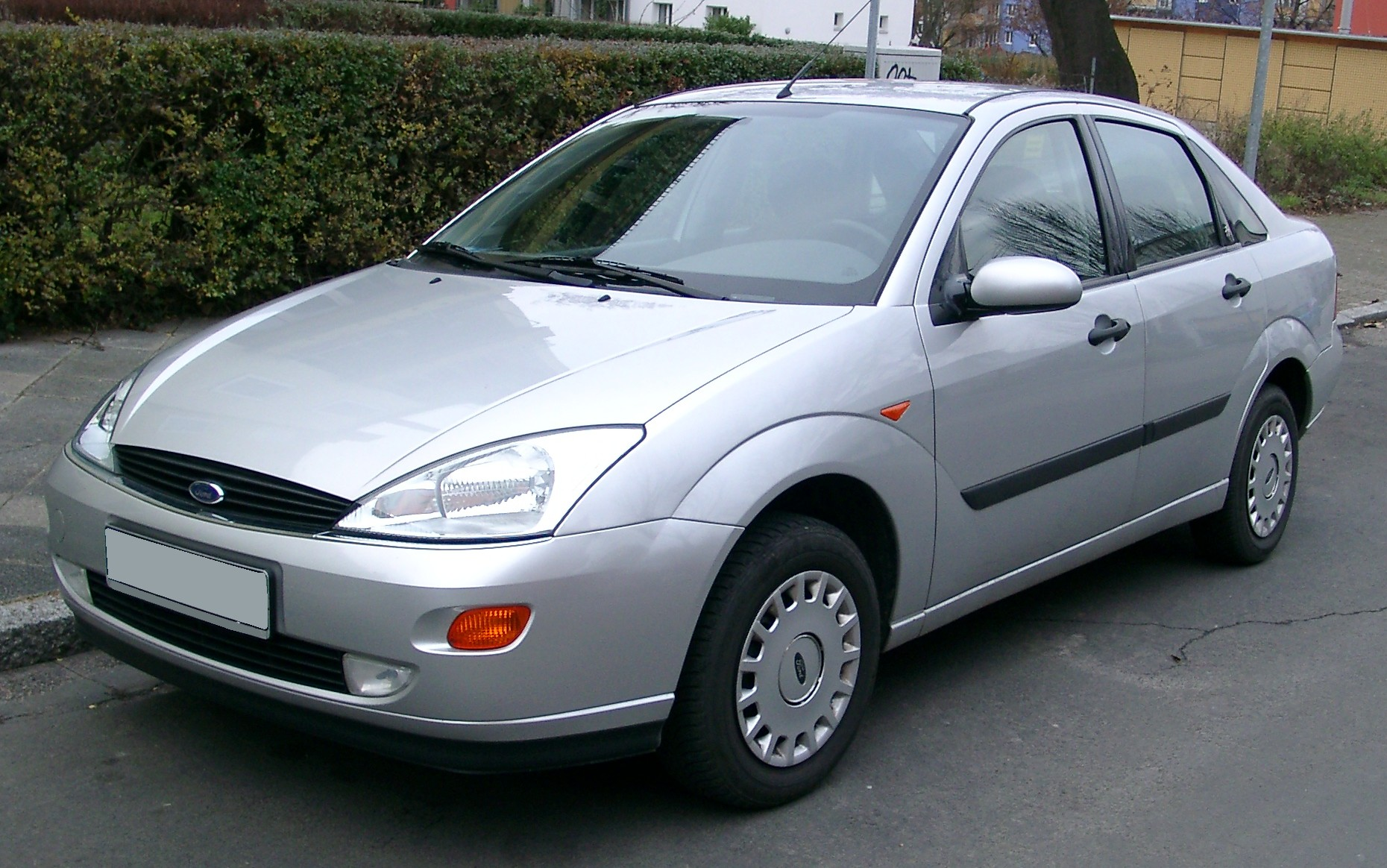
Ford Focus 1998-2001
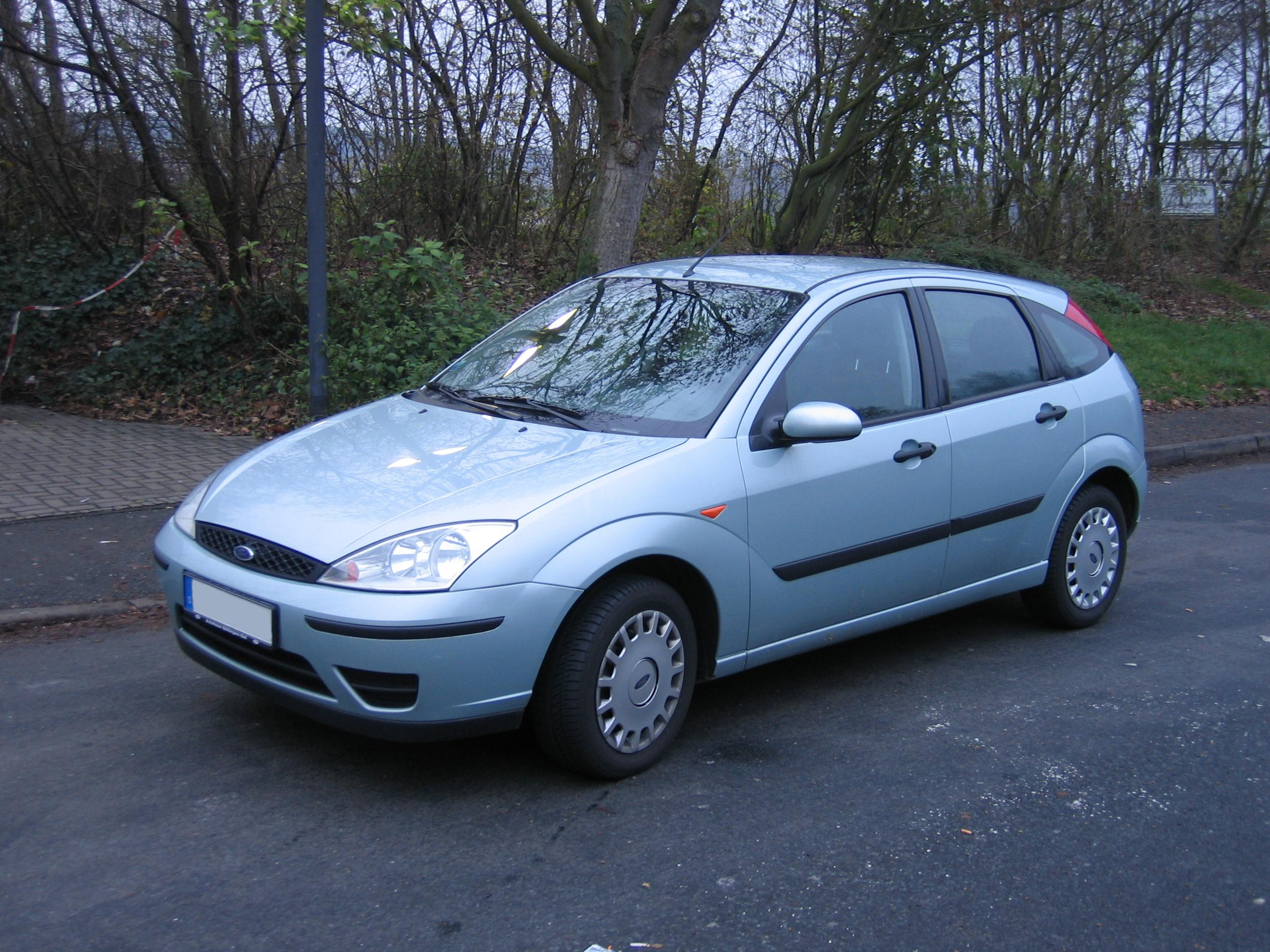
Ford Focus 2001-2004
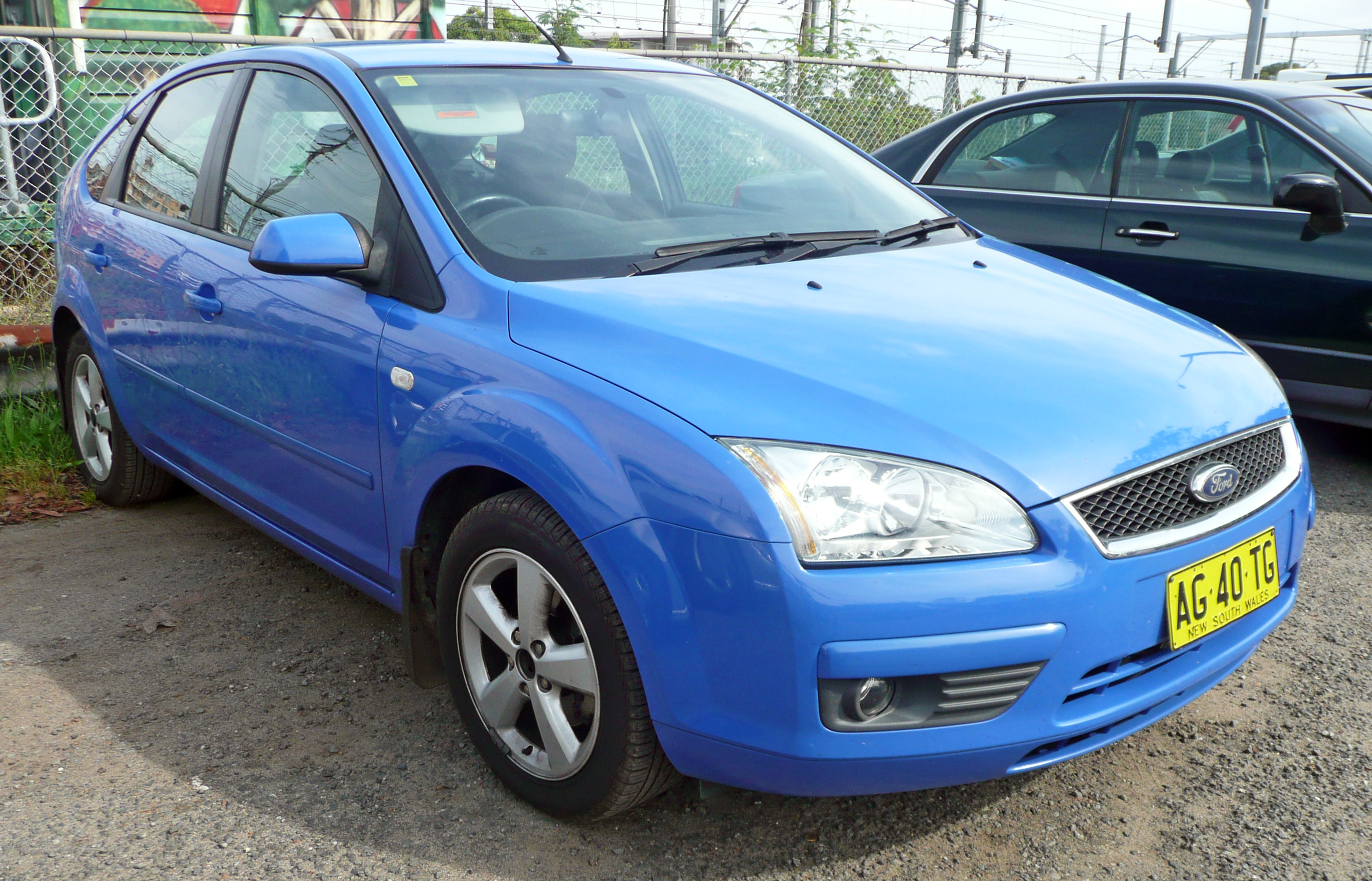
Ford Focus 2005-2007
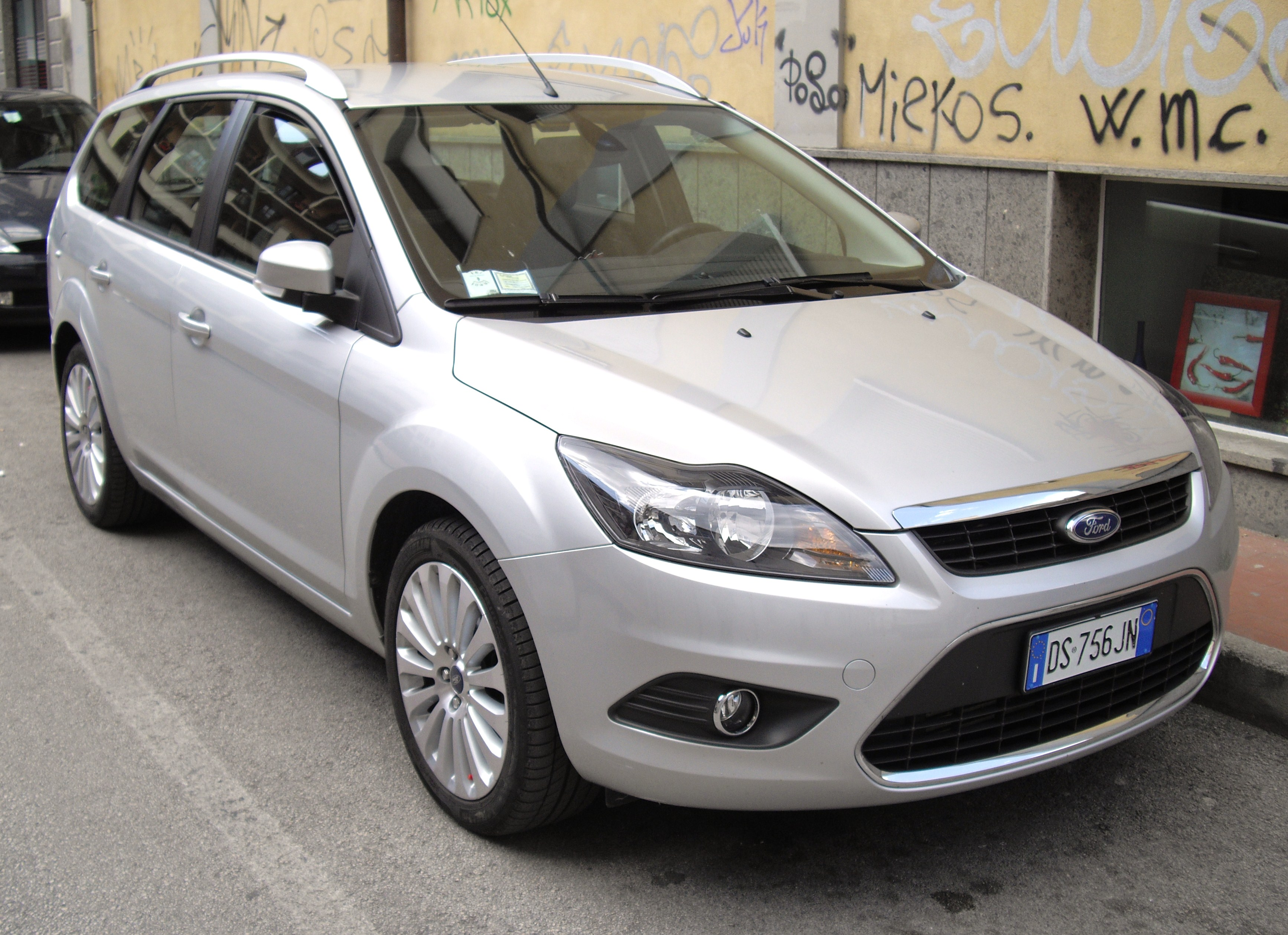
Ford Focus 2008-2010
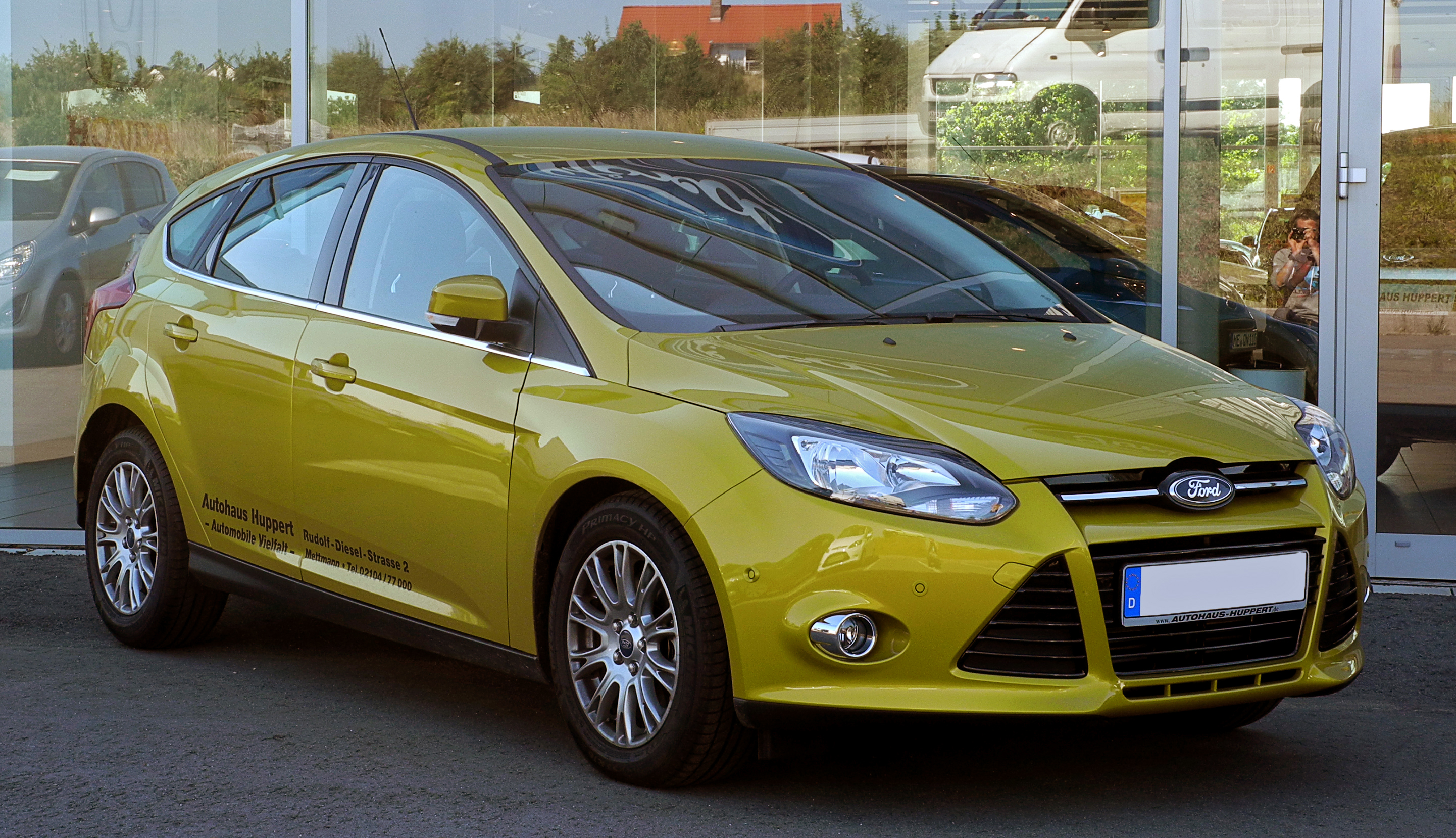
Ford Focus 2011-2014
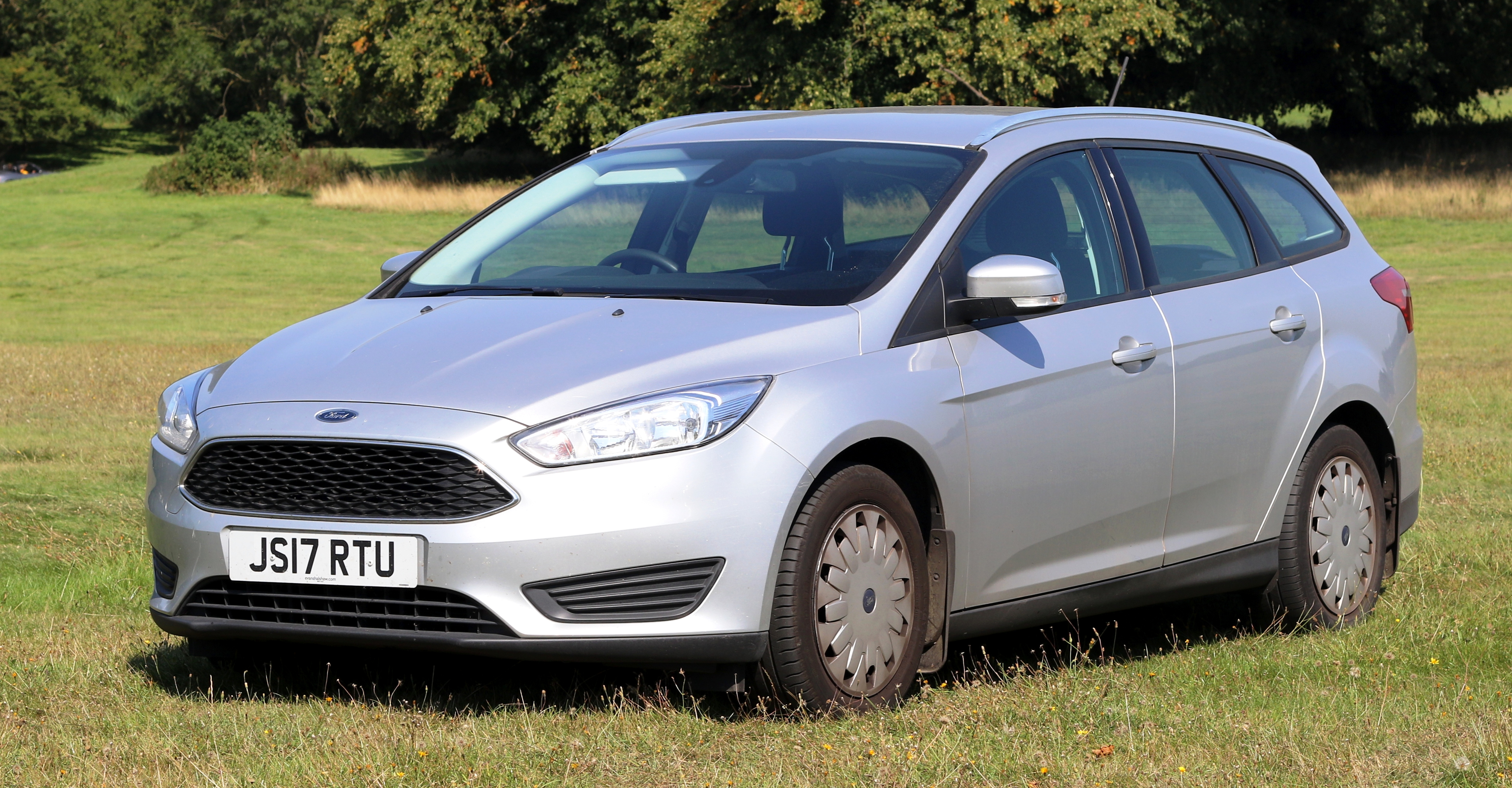
Ford Focus 2014-2018
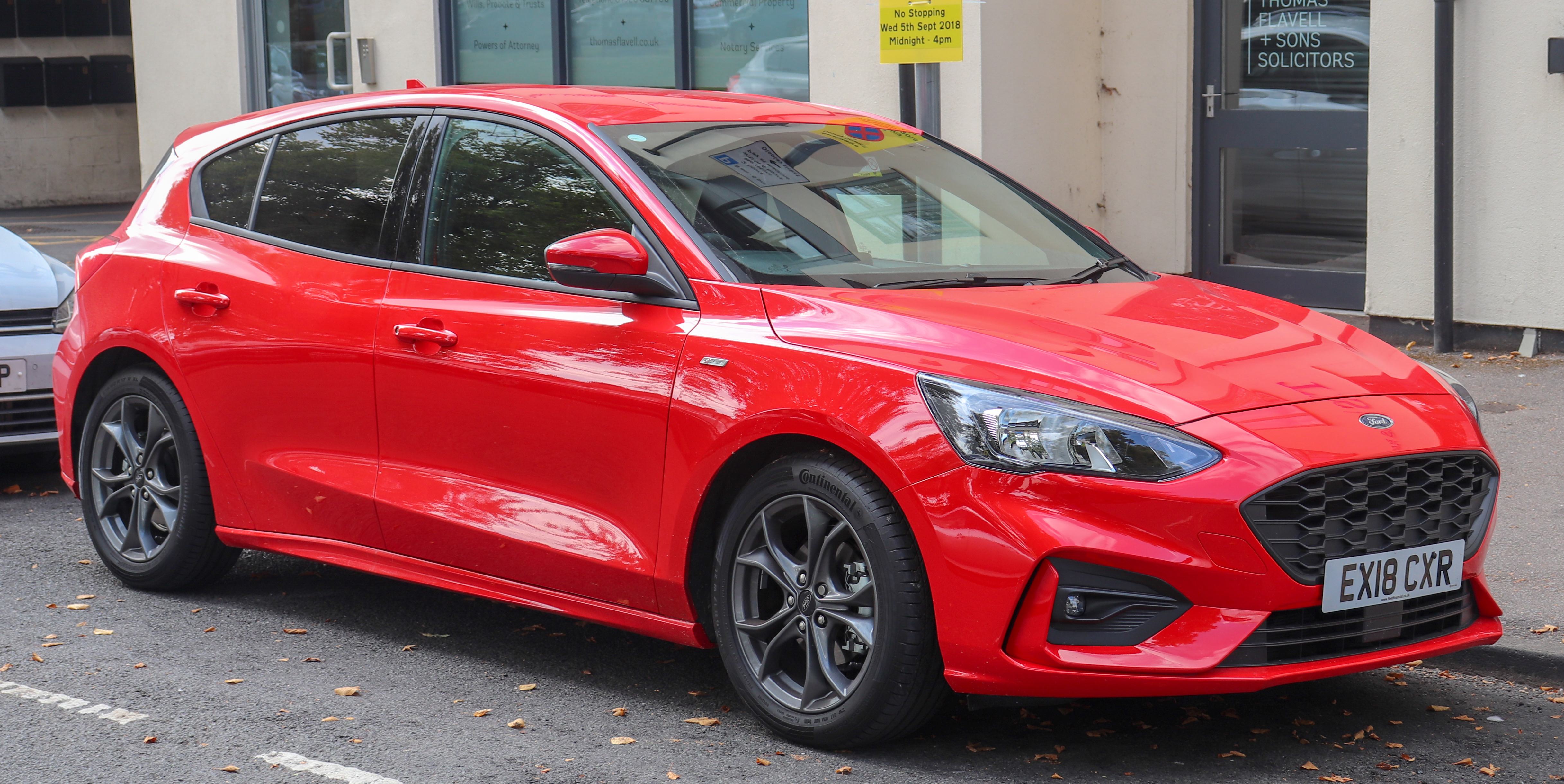
Ford Focus 2018-2021
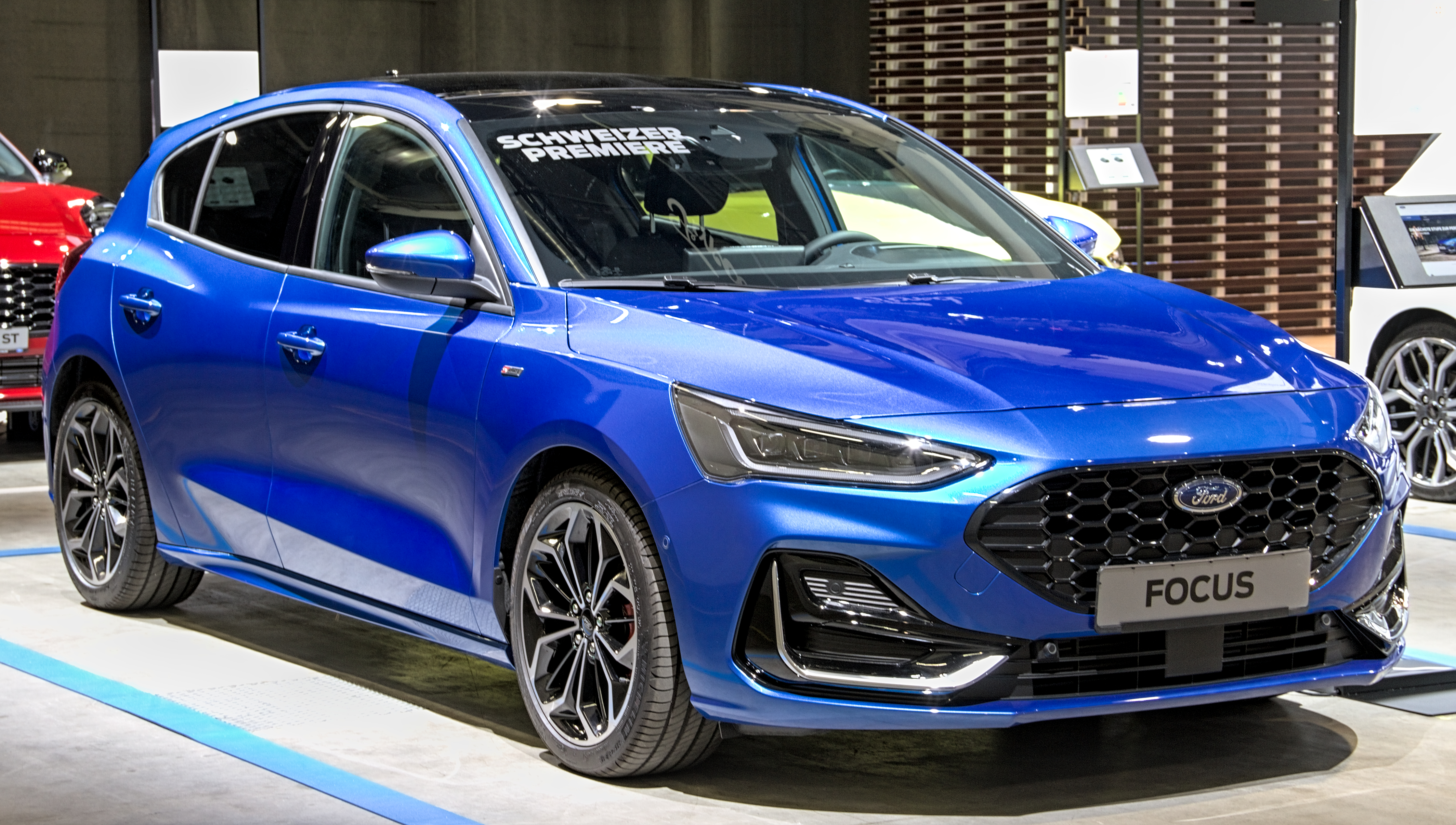
Ford Focus 2021